# Alan Carr
Alan Graham Carr (Weymouth, 14 giugno 1976) è un conduttore televisivo, conduttore radiofonico e comico britannico.
È noto soprattutto per aver condotto i programmi televisivi The Sunday Night Project dal 2006 al 2009, insieme a Justin Lee Collins, Alan Carr's Celebrity Ding Dong nel 2008 e Alan Carr: Chatty Man dal 2009.

## Biografia
Suo padre Graham è stato un calciatore ed allenatore di calcio professionista.

## Programmi televisivi
- The Sunday Night Project (2006-2009)
- Alan Carr's Celebrity Ding Dong (2008)
- Alan Carr: Chatty Man (2009-in corso)
- L'uomo per me (versione inglese) - narratore (2012)

## Programmi radiofonici
- Going Out with Alan Carr (2009-2012)

## Filmografia
- Lead Balloon - serie TV, episodio 2x03 (2007) - voce
- Nativity!, regia di Debbie Isitt (2009)